# Токуа (тауншип, Миннесота)
Токуа (англ. Toqua) — тауншип в округе Биг-Стон, Миннесота, США. На 2000 год его население составило 87 человек.

## География
По данным Бюро переписи населения США площадь тауншипа составляет 90,9 км², из которых 87,4 км² занимает суша, а 3,5 км² — вода (3,85 %).

## Демография
По данным переписи населения 2000 года здесь находились 87 человек, 29 домохозяйств и 22 семьи. Плотность населения —  1,0 чел./км². На территории тауншипа расположено 32 постройки со средней плотностью 0,4 построек на один квадратный километр. Расовый состав населения: 98,85 % белых и 1,15 % приходится на две или более других рас.
Из 29 домохозяйств в 41,4 % воспитывались дети до 18 лет, в 58,6 % проживали супружеские пары, в 10,3 % проживали незамужние женщины и в 20,7 % домохозяйств проживали несемейные люди. 20,7 % домохозяйств состояли из одного человека, при том 10,3 % из — одиноких пожилых людей старше 65 лет. Средний размер домохозяйства — 3,00, а семьи — 3,52 человека.
35,6 %  — младше 18 лет, 3,4 % — в возрасте от 18 до 24 лет, 21,8 % — от 25 до 44, 19,5 % — от 45 до 64, и 19,5 % — старше 65 лет. Средний возраст — 40 лет. На каждые 100 женщин приходилось 97,7 мужчин. На каждые 100 женщин старше 18 приходилось 107,4 мужчин.
Средний годовой доход домохозяйства составлял 38 333 доллара, а средний годовой доход семьи —  53 750 долларов. Средний доход мужчин —  45 625  долларов, в то время как у женщин — 28 750. Доход на душу населения составил 16 155 долларов. За чертой бедности находились 10,5 % семей и 17,9 % всего населения тауншипа, из которых 21,9 % младше 18 и 16,7 % старше 65 лет.